# Élections législatives ukrainiennes de 2006
Les élections législatives ukrainiennes de 2006 ont eu lieu le 26 mars 2006. Elles devaient remplacer l'ancien parlement, la Rada, élue en 2002 et dominée par la coalition pro-occidentale Bloc Notre Ukraine.

## Mode de scrutin
Les élections législatives ont pour objet l'élection des 450 députés de la Verkhovna Rada Oukraïny, le Parlement unicaméral de l'Ukraine, pour un mandat de cinq ans. La moitié d'entre eux sont élus au scrutin majoritaire, et l'autre moyen au scrutin proportionnel. Pour être représentée au Parlement, une liste électorale doit recueillir au moins 5 % des suffrages exprimés. 5 771 personnes sont candidates, dont 2 644 dans les circonscriptions votant au système proportionnel et 3 127 dans les circonscriptions votant au système majoritaire.

## Résultats
La première formation arrivée en tête, le Parti des régions, à tendance pro-russe et menée par Viktor Ianoukovytch, réunit 32,1 % des voix et obtient 186 sièges. La deuxième formation est le Bloc Ioulia Tymochenko qui recueille 22,3 % des voix et décroche 129 sièges. En troisième position, la coalition du président, Viktor Iouchtchenko, le Bloc Notre Ukraine, obtient 14,0 % des voix et 81 sièges.
| Parti et bloc Ayant eu des sièges au parlement | Votes      | %     | Sièges |
| --- | ---------- | ----- | ------ |
| Parti des régions | 8 148 745  | 32,14 | 186    |
| Bloc Ioulia Tymochenko - Union panukrainienne « Patrie » - Parti social-démocrate ukrainien | 5 652 876  | 22,29 | 129    |
| Bloc Notre Ukraine - Union nationale « Notre Ukraine » - Parti des industriels et entrepreneurs d'Ukraine - Mouvement populaire d'Ukraine - Union démocrate-chrétienne - Parti populaire ukrainien - Congrès des nationalistes ukrainiens | 3 539 140  | 13,96 | 81     |
| Parti socialiste d'Ukraine | 1 444 224  | 5,69  | 33     |
| Parti communiste d'Ukraine | 929 591    | 3,66  | 21     |
| Autres | 4 697 559  | 18,57 | 0      |
| Votes blancs | 449 650    | 1,77  | -      |
| Votes nuls | 490 595    | 1,93  | -      |
| Total | 25 352 380 | 100   | 450    |
| Source: Central Election Commission of Ukraine |            |       |        |

## Suites
Aucun parti n'obtient la majorité absolue de 226 sièges. Le Parti des régions et le Bloc Notre Ukraine forment ensuite une coalition ; Viktor Ianoukovytch, adversaire de Iouchtchenko lors de l'élection présidentielle de 2004, est nommé Premier ministre. 
Mais la cohabitation entre le chef de l’État et le Premier ministre est difficile. Le 3 avril 2007, Viktor Iouchtchenko dissout le Parlement et provoque des élections anticipées.